# Dziurki
Dziurki – skała na Górze Zborów na Wyżynie Częstochowskiej, w obrębie wsi Kroczyce w województwie śląskim, powiecie zawierciańskim, w gminie Kroczyce. Znajduje się w ciągu skał na wschodnim końcu ich zgrupowania. W opadającej ze szczytu wzniesienia grzędzie kolejno znajdują się Dziurki, Skała Gąsieckiego, Długa Grań i Dolna Baszta. Lokalizację tych skał podaje rysunek na stronie wspinaczy skałkowych.
Zbudowane z wapieni skały Góry Zborów to jeden z bardziej popularnych rejonów wspinaczki skalnej w okolicach Podlesic. Znajdują się w obrębie rezerwatu przyrody Góra Zborów, na określonych warunkach dopuszczono jednak na nich wspinaczkę. Dziurki są bardzo popularne. Znajdują się na otwartym terenie, częściowy przysłaniając Skałę Gąsieckigo, od której oddzielone są głęboką przełączką. Mają ściany pionowe o wysokości do 15 m z rysami, kominami i filarami. Wspinacze poprowadzili na Dziurkach 18 dróg wspinaczkowych o trudności od II do VI.5 w skali Kurtyki, są też dwie kombinacje. Na części dróg zamontowano stałe punkty asekuracyjne; ringi (r) i stanowisko zjazdowe (st), na pozostałych wspinaczka tradycyjna (trad).
Dziurki dla wspinaczy skałkowych to „klasyka klasyki” i skała którą koniecznie trzeba zaliczyć. Zbudowane są z litej płyty, która od dawna stanowiła cel wspinaczy skałkowych. Pierwsze drogi wspinaczkowe pochodzą z lat 50 XX wieku. Dziurki są jedną z najbardziej popularnych skał wspinaczkowych na Górze Zborów, a ceną tej popularności jest tłok przy ścianie, wyślizganie chwytów oraz gęsta siatka dróg wspinaczkowych i ich wariantów. Na skale tej prześledzić też można ewolucję asekuracji. Początkowo były to pojedyncze nity, później zastąpione spitami, a jeszcze później ringami. Kompleksowo ubezpieczono także stanowiska zjazdowe. W końcu obito także rysy, a wycena trudności dróg obniżyła się. Do przejścia większości dróg wystarczy obecnie kilka ekspresów.

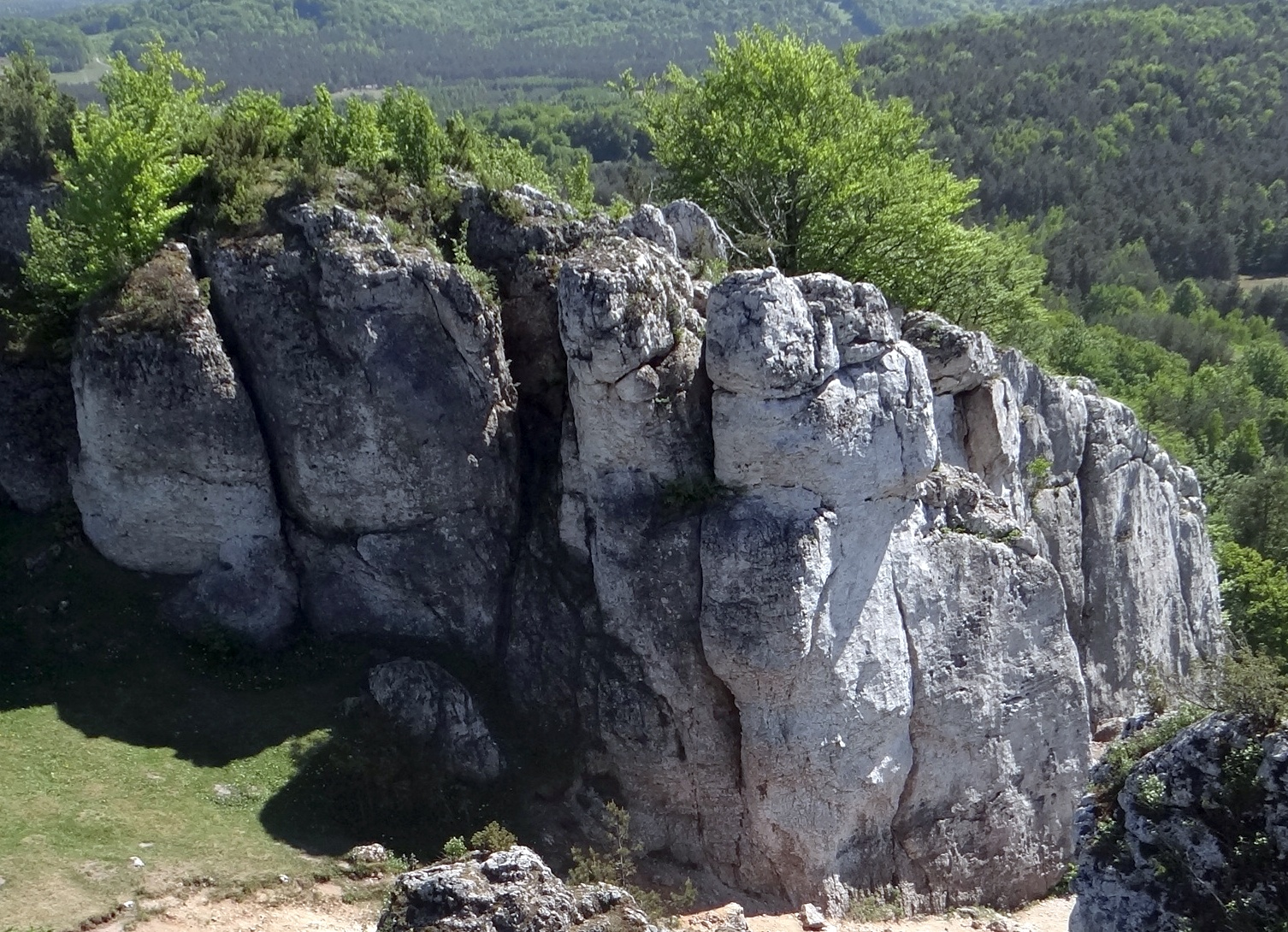
Dziurki i Skała Gąsieckiego
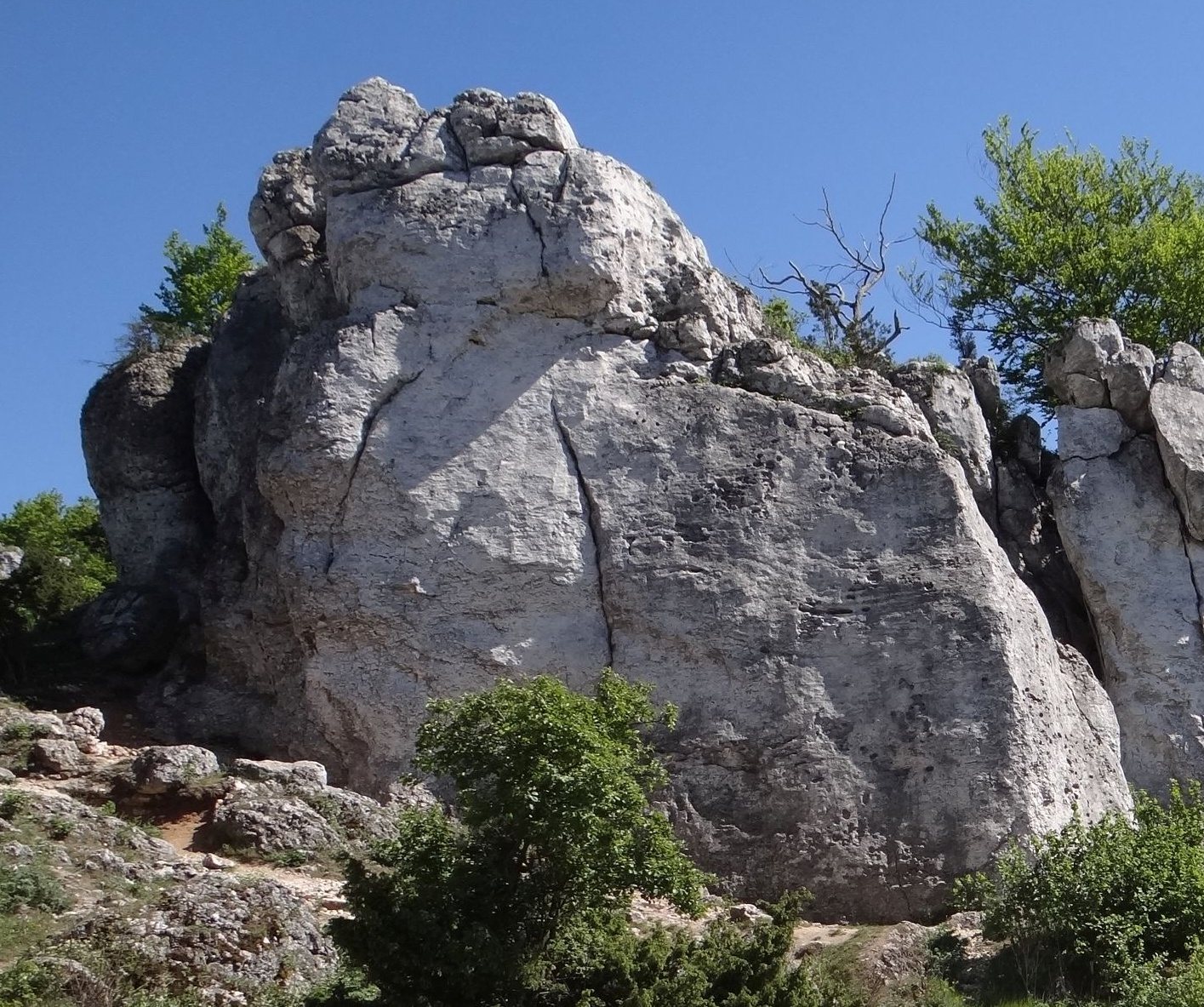
Dziurki od zachodu
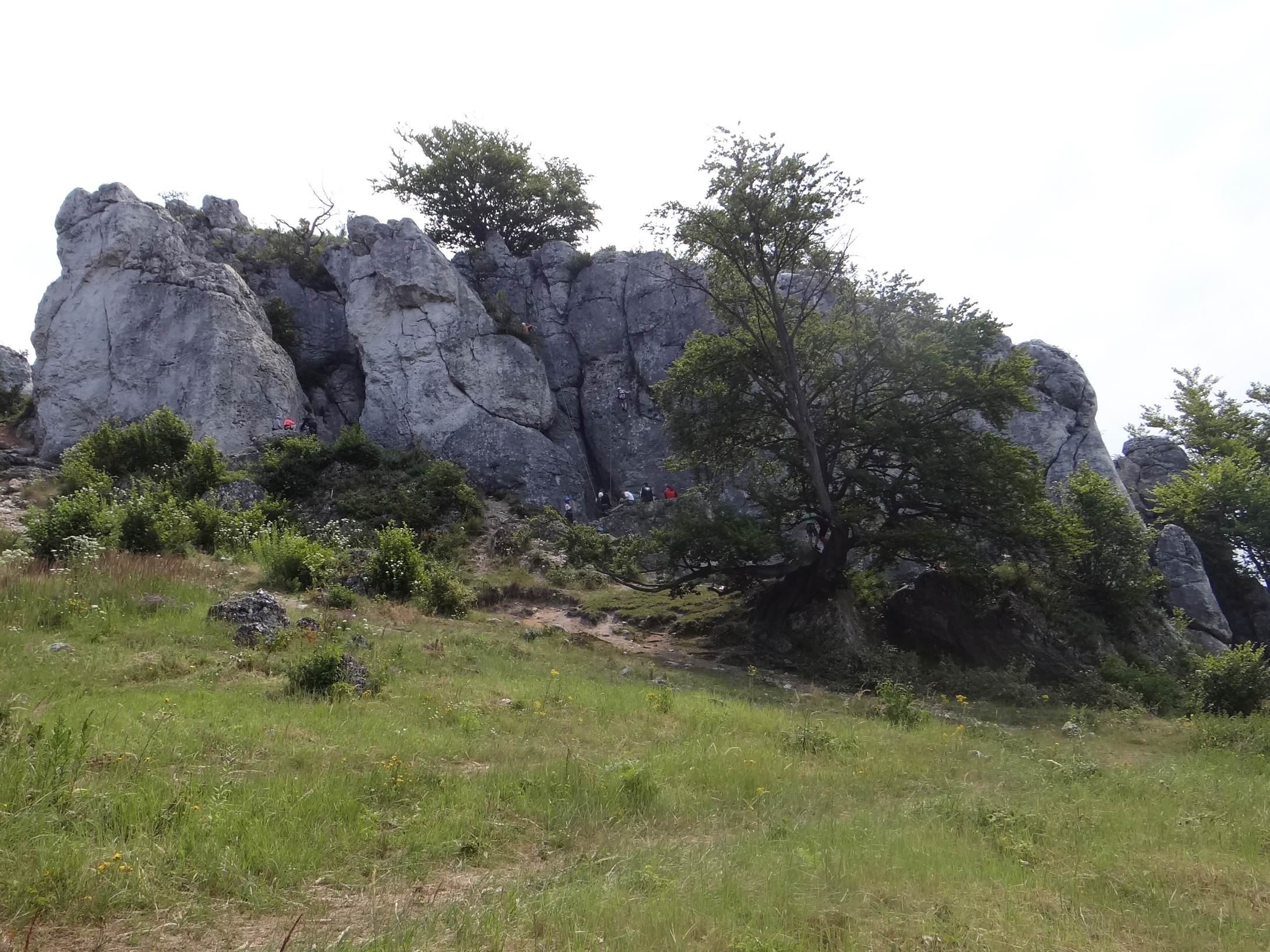
Kolejno od góry:Dziurki, Skała Gąsieckiego i Długa Grań

## Drogi wspinaczkowe
1. Małe formy; VI.1, trad
2. Mały kominek; VIII, trad
3. Zoom; VI, trad
4. Mały filarek; IV, trad
5. Środkowy komin; II, trad
6. Północny komin; V, trad
7. Pinokio i mamba; VI+, 5r + st
8. Mała Sprężyna; VI+, 5r + st
9. Króliki poszły w las; VI.2+, 3r + st
10. Bormaszyna (Mały Saduś); VI.4+/5, 5r + st
11. Mały R; VI.2+, 5r + st
12. Mały Wachowicz; V+, 6r + st
13. Wielki Kaptur; VI.2+/3, 6r + st
14. Dziurki lewe; V+, 3r + st
15. Dziurki środkowe (Dziurki Marczaka); VI, 1r + st
16. Dziurki prawe; V, 2r
17. Dziurki całkiem prawe; V+, trad
18. Słoneczny filarek; IV, 4r + st[1].